# Седок, Грегори
Грегори Седок — нидерландский легкоатлет, который специализируется в спринтерском барьерном беге.
Родился в Амстердаме. Профессиональную спортивную карьеру начал в 2002 году. На чемпионате Европы 2002 года выступал в беге на 110 метров с барьерами, но не смог пройти дальше предварительных забегов. На мировом первенстве 2003 года дошёл до полуфинала, по итогам которого занял 7-е место. Принял участие в Олимпийских играх 2004 года на дистанции 110 метров с/б, но по итогам квалификации занял 5-е место и не смог выйти в следующий круг. Крупный успех пришёл к нему в 2007 году, когда он стал чемпионом Европы в помещении в беге на 60 метров с барьерами. Спустя 2 месяца после победы на чемпионате, он занял 2-е место на мемориале Фанни Бланкерс-Кун в беге на 110 метров с/б, установив при этом личный рекорд 13,37. На Олимпиаде в Пекине он дошёл до полуфинала, показав результат 13,60.
За годы выступлений 9 раз становился чемпионом Нидерландов в барьерном беге и 1 раз в прыжках в длину. Является рекордсменом своей страны в беге на 60 метров с/б.